# Netsh
netsh（亦称网络壳层）是一个存在于自微软Windows 2000开始的所有Windows NT系列中的命令行工具。它允许本地或远程配置网络设备，例如硬件接口。
Netsh的一项功能可以允许用户改变他们的 IP地址。
从Windows Vista起，netsh也可以读取和更改无线连接配置（例如SSID）。
Netsh同样可以用于读取IPv6栈，命令行语法是“netsh interface ipv6 show address”。
执行“netsh winsock reset”可修复与其他网络设备通讯时的TCP/IP问题。其主要作用为重置winsock目录，重新初始化网络环境，以解决由于软件冲突、病毒等原因造成的参数错误问题。